# Abies pinsapo
L'abete di Spagna (Abies pinsapo Boiss.) è una pianta della famiglia delle Pinacee, nativa delle zone montuose del sud della Spagna (Andalusia).
È considerato l'albero nazionale dell'Andalusia.

## Etimologia
Il nome generico Abies, utilizzato già dai latini, potrebbe, secondo un'interpretazione etimologica, derivare dalla parola greca ἄβιος = longevo. Il nome specifico pinsapo è il nome comune di questo abete in Andalusia.

## Descrizione

### Portamento
È un albero di notevole sviluppo (altezza 25–30 m, circonferenza del tronco fino a 150 cm), di forma e portamento conico piramidale da giovane, poi irregolare;  presenta un unico tronco dritto, con rami che si dipartono fin dalla base,  ascendenti nella parte superiore, ricurvi in basso nella parte inferiore. Nei luoghi esposti alle intemperie, il portamento può assumere le forme più varie.

### Foglie
Foglie aghiformi lunghe 6–20 mm, arrangiate a spirale, si dipartono radialmente e perpendicolarmente ai ramoscelli; di colore dal verde scuro all’argentato, rigide, a punta acuta o ottusa, con bande di stomi su entrambe le facce. Possono persistere fino a 13 anni.

### Fiori
Sono strobili maschili che crescono numerosi sui ramoscelli, lunghi 5–7 mm, con microsporofilli rossi o violacei.

### Frutti
Sono coni cilindrici che crescono tipicamente solo nei rami più alti, eretti, con apice ottuso, verdi-purpurei da giovani,  di colore grigio-brunastro a maturità; 9–16 cm di lunghezza, 3–5 cm di larghezza. Hanno scaglie triangolari, lisce e leggermente striate, con margine superiore intero, ondulato e ricurvo. I semi sono di forma obovata, lunghi 6–10 mm, di color marrone chiaro. A germinazione sviluppano 5-8 cotiledoni.

### Corteccia
Liscia e grigia da giovane, con l'età si fessura longitudinalmente, diventando rugosa a scaglie. Il legno è molto simile a quello dell'abete bianco.

## Distribuzione e habitat
Si tratta di un abete decisamente raro, che si trova in ristrette zone montuose della Spagna meridionale e del Rif marocchino. In Spagna, la sottospecie nominale sopravvive in aree protette (Sierra de las Nieves e Sierra de Grazalema, rispettivamente nelle province di Malaga e Cadice) ad un'altitudine che varia tra i 900 ed i 1.800 metri.

## Tassonomia
La specie è stata descritta per la prima volta dal botanico svizzero Pierre Edmond Boissier nella sua opera Voyage botanique dans le Midi de l'Espagne (1838).
Viene riconosciuta una sottospecie, endemica dei monti del Rif nel nord del Marocco:
- Abies pinsapo marocana (Trab.) Emb. & Maire

### Sinonimi
Viene riportato un sinonimo:
- Picea pinsapo (Boiss.) Loudon

## Usi
Riveste grande importanza in orticoltura, essendo uno degli abeti con il maggior numero di cultivar. Mentre in ambiente naturale la sua crescita è lenta, se adeguatamente coltivato in giardini su suoli umidi, raggiunge rapidamente notevoli dimensioni. La sua caratteristica più apprezzata è l'aspetto della chioma e i riflessi argentati degli aghi, esaltato attraverso incroci con A. alba, A. numidica, A. cephalonica, A. nordmanniana e A. pindrow.

## Conservazione
La IUCN Red List classifica Abies pinsapo come specie in pericolo di estinzione (Endangered).

A minacciare maggiormente questa delicata specie sono gli incendi, la siccità, l'erosione, e il turismo.